# Křižáci (film, 1960)
Křižáci (Krzyżacy) je polský historický film, který podle románu Henryka Sienkiewicze natočil v roce 1960 režisér Aleksander Ford.

## Děj filmu
Děj filmu je situován do prvního desetiletí 15. století, kdy vrcholí neshody mezi Řádem německých rytířů a polským králem – a vrcholí bitvou u Grunwaldu. Na pozadí těchto historických událostí se odehrává romantický příběh Zbyszka z Bogdance a Danusie, dcery Juranda ze Spychova.
Zbyszko omylem urazí činitele Řádu německých rytířů a má být popraven. Danusia, však Zbyszka zachrání využitím starých zvyků, které má představený Řádu německých rytířů za pohanské. Později je Danusia čtyřmi členy Řádu německých rytířů unesena – a použita jako past na Juranda, který je hlavním nepřítelem Řádu německých rytířů. Ten je vylákán na území Radu, zmrzačen, oslepen a dočasně uvězněn. Zbyzko Danusii po delším hledání skutečně najde, ale ta záhy umírá vysílením.
Po ukončení smutku si Zbyszko vezme za zenu Jagienku a později se svým strýcem Mackem bojuje proti Radu v bitvě u Grunwaldu.

## Obsazení
| Urszula Modrzynska     | Jagienka                           |
| Grazyna Staniszewska   | Danusia                            |
| Andrzej Szalawski      | Jurand ze Spychówa                 |
| Henryk Borowski        | Siegfried de Löwe                  |
| Aleksander Fogiel      | Macko z Bogdaniec                  |
| Mieczyslaw Kalenik     | Zbyszko z Bogdaniec                |
| Emil Karewicz          | král Vladislav Jagellonský         |
| Stanisław Jasiukiewicz | velmistr řádu Ulrich von Jungingen |
| Józef Kostecki         | velkokníže litevský Vitold         |
| Cezary Julski          | Záviš Černý z Garbowa              |
| Tadeusz Schmidt        | Jan Žižka                          |